# Szulimán
Szulimán là một thị trấn thuộc hạt Baranya, Hungary. Thị trấn này có diện tích 10,49 km², dân số năm 2010 là 219 người, mật độ 21 người/km².